# Liste der Biografien/Karp
Liste der Biografien |
Portal Biografien |
Personensuche
# |
A |
B |
C |
D |
E |
F |
G |
H |
I |
J |
K |
L |
M |
N |
O |
P |
Q |
R |
S |
T |
U |
V |
W |
X |
Y |
Z |
?
 
Ka |
Kb |
Kc |
Kd |
Ke |
Kf |
Kg |
Kh |
Ki |
Kj |
Kl |
Km |
Kn |
Ko |
Kp |
Kr |
Ks |
Kt |
Ku |
Kv |
Kw |
Ky |
Kx |
Kz
 
Kaa–Kag |
Kah |
Kai |
Kaj |
Kak |
Kal |
Kam |
Kan |
Kao |
Kap |
Kar |
Kas |
Kat |
Kau |
Kav |
Kaw |
Kay |
Kaz
 
Kara |
Karb |
Karc |
Kard |
Kare |
Karf |
Karg |
Karh |
Kari |
Karj |
Kark |
Karl |
Karm |
Karn |
Karo |
Karp |
Karr |
Kars |
Kart |
Karu |
Karv |
Karw |
Kary |
Karz
Die Liste der Biografien führt alle Personen auf, die in der deutschsprachigen Wikipedia einen Artikel haben. Dieses ist eine Teilliste mit 152 Einträgen von Personen, deren Namen mit den Buchstaben „Karp“ beginnt.

## Karp
- Karp, Alex (* 1967), US-amerikanischer Unternehmer, Gründer von Palantir TechnologiesAlex Karp (* 1967)

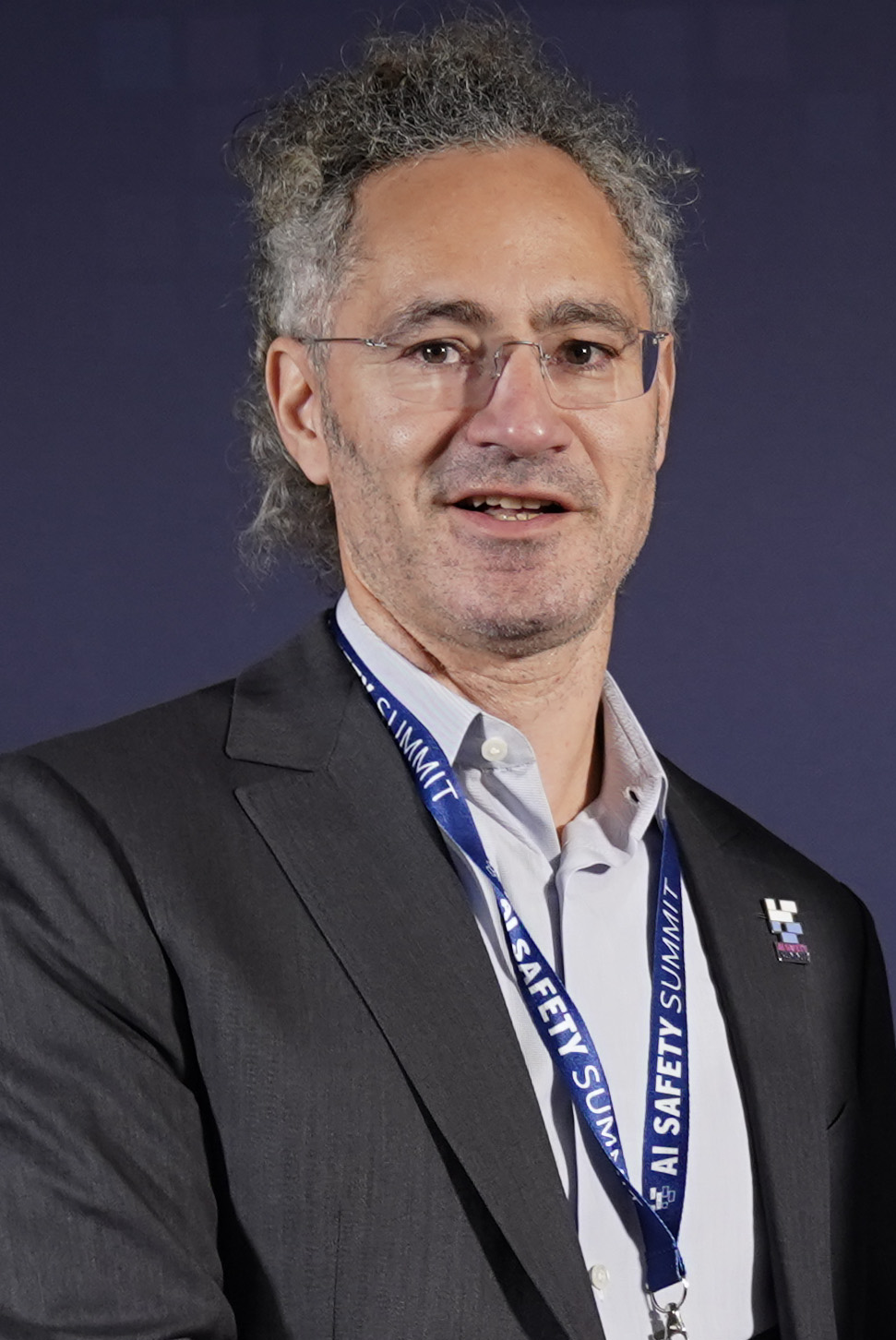
Alex Karp (* 1967)

- Kärp, Algo (* 1985), estnischer Skilangläufer
- Karp, Bob (1911–1975), US-amerikanischer Comictexter
- Karp, Carol (1926–1972), US-amerikanische Logikerin
- Karp, David (* 1986), US-amerikanischer Unternehmer
- Karp, Edmund (1913–2000), estnischer Fußballspieler
- Karp, Egon (* 1941), deutscher Politiker (Tierschutzpartei)
- Karp, Eliane (* 1953), belgisch-US-amerikanisch-peruanische Anthropologin, Ehefrau des ehemaligen peruanischen Präsidenten Alejandro Toledo
- Karp, Guido (* 1963), deutscher Fotograf, Konzertfotograf und ehemaliger Chef von FansUNITED
- Karp, Hans-Jürgen (1935–2023), deutscher Historiker und Herausgeber
- Karp, Holger (* 1971), deutscher Fußballspieler und -trainer
- Karp, Markus (* 1966), deutscher Politiker (CDU)
- Karp, Paul (1905–1981), estnischer Dirigent
- Karp, Raine (* 1939), estnischer Architekt
- Karp, Richard M. (* 1935), amerikanischer Informatiker

### Karpa
- Karpa, Dave (* 1971), kanadischer Eishockeyspieler und -trainer
- Karpa, Günther (1923–2006), deutscher Jazz- und Unterhaltungsmusiker
- Karpa, Irena (* 1980), ukrainische Schriftstellerin, Journalistin, Sängerin, Schauspielerin und Fernsehmoderatorin
- Karpa, Max-Jonas (* 1994), deutscher Volleyball- und Beachvolleyballspieler
- Karpa, Oskar (1899–1963), deutscher Kunsthistoriker und Denkmalpfleger
- Karpa, Uwe (* 1945), deutscher Schauspieler, Kabarettist und Synchronsprecher
- Karpačiauskas, Vitalijus (* 1966), litauischer Boxer
- Karparov, Vladimir (* 1977), bulgarischer Jazzmusiker (Saxophone, Komposition)
- Karpas, Morris J. (1879–1918), russisch-amerikanischer Mediziner, Neurologe, Psychiater und Psychoanalytiker
- Karpat, Berkan (* 1965), deutscher Künstler
- Karpat, Kemal (1925–2019), türkischer Historiker
- Karpath, Ludwig (1866–1936), österreichischer Musikschriftsteller
- Karpathy, Andrej (* 1986), slowakischer InformatikerAndrej Karpathy (* 1986)

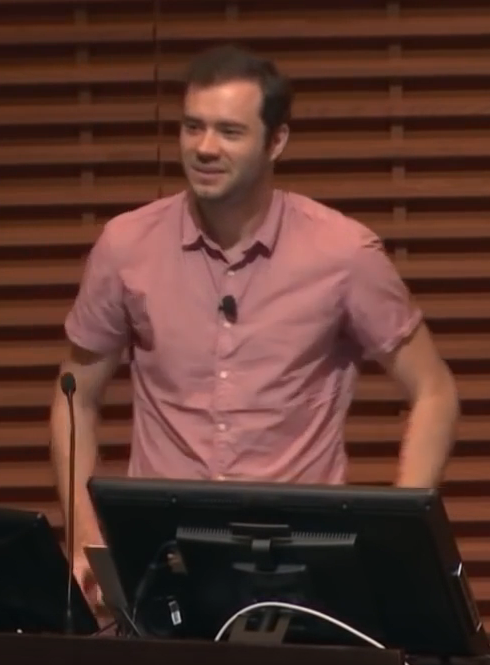
Andrej Karpathy (* 1986)

- Kárpáti, Béla (1929–2003), ungarischer Fußballspieler
- Kárpáti, Ferenc (1926–2013), ungarischer kommunistischer Politiker, Mitglied des Parlaments und Generaloberst
- Kárpáti, György (1935–2020), ungarischer Wasserballspieler
- Kárpáti, János (1932–2021), ungarischer Musikwissenschaftler
- Kárpáti, Károly (1906–1996), ungarischer Ringer und Trainer
- Kárpáti, Paul (1933–2017), deutscher Hungarologe, Sprachwissenschaftler und Übersetzer
- Kárpáti, Rudolf (1920–1999), ungarischer Säbelfechter und Olympiasieger
- Kárpáti, Sándor (1872–1939), Komponist, Musikkritiker, Musiklehrer, Schuldirektor, Organist und evangelischer Kirchenmusiker
- Karpatschowa, Sussanna Michailowna (1910–1998), sowjetische bzw. russische Chemikerin
- Karpatský, Dušan (1935–2017), tschechischer Schriftsteller und Historiker
- Karpavičius, Henrikas (* 1956), litauischer Politiker

### Karpe
- Karpe, Franz Samuel (1747–1806), Philosoph und Hochschullehrer
- Karpe, Leif (* 1968), deutscher Kameramann und Autor
- Karpeh, Jerry (* 1984), liberianisch-australischer Fußballspieler
- Karpeka, Oleksandr (1894–1918), ukrainischer Flugzeugkonstrukteur und Militärpilot
- Karpela, Tanja (* 1970), finnische Politikerin, Mitglied des Reichstags
- Karpeles, Benno (1868–1938), österreichischer Publizist und Herausgeber
- Karpeles, Gustav (1848–1909), jüdischer Historiker und Publizist
- Karpelès, Mark (* 1985), französischer Administrator und Tauschbörsenbetreiber
- Karpelewitsch, Friedrich Israilewitsch (1927–2000), russischer Mathematiker
- Karpellus, Adolf (1869–1919), österreichischer Maler und Illustrator
- Karpellus, Richard (1897–1971), österreichischer Ingenieur in der Energiewirtschaft des Burgenlands
- Karpen, Solomon (1858–1936), US-amerikanischer Unternehmer
- Karpen, Ulrich (1938–2023), deutscher Rechtswissenschaftler und Politiker (CDU), MdHB
- Karpenchuk, Dan, kanadischer Schauspieler
- Karpenkiel, Waldo (* 1948), deutscher Percussionist und Schlagzeuger
- Karpenko, Anatoli (* 1987), kasachischer Skispringer
- Karpenko, Gleb (* 2001), estnischer Radrennfahrer
- Karpenko, Ihor (* 1976), ukrainischer Eishockeytorwart
- Karpenko, Moissei Iwanowitsch (1775–1854), russischer Generalleutnant
- Karpenko, Nikolai (* 1981), kasachischer Skispringer
- Karpenko-Karyj, Iwan (1845–1907), ukrainischer Schauspieler, Schriftsteller und Dramatiker
- Karpenstein, Wilhelm (1903–1968), deutscher Politiker (NSDAP), MdR, Gauleiter
- Karpetschenko, Georgi Dmitrijewitsch (1899–1941), sowjetischer Biologe
- Karpez, Wladimir Alexandrowitsch (* 1980), russischer Radsportler

### Karpf
- Karpf, Bernadette (* 1996), deutsche Eishockeyspielerin
- Karpf, Hugo (1895–1994), deutscher Politiker (BVP, CSU), MdR, MdB
- Karpf, Johannes von (1867–1941), deutscher Konteradmiral
- Karpf, Urs (* 1938), Schweizer Schriftsteller
- Karpfanger, Berend Jacobsen († 1683), Kapitän der Hansestadt Hamburg
- Karpfinger, Andreas (1862–1926), österreichischer Politiker (CSP), Landtagsabgeordneter
- Karpfinger, Christian (* 1968), deutscher Mathematiker

### Karpi
- Karpickienė, Etela (* 1966), litauische Politikerin (Seimas)
- Karpiczenko, Patrick (* 1986), Schweizer Komiker und RegisseurPatrick Karpiczenko (* 1986)

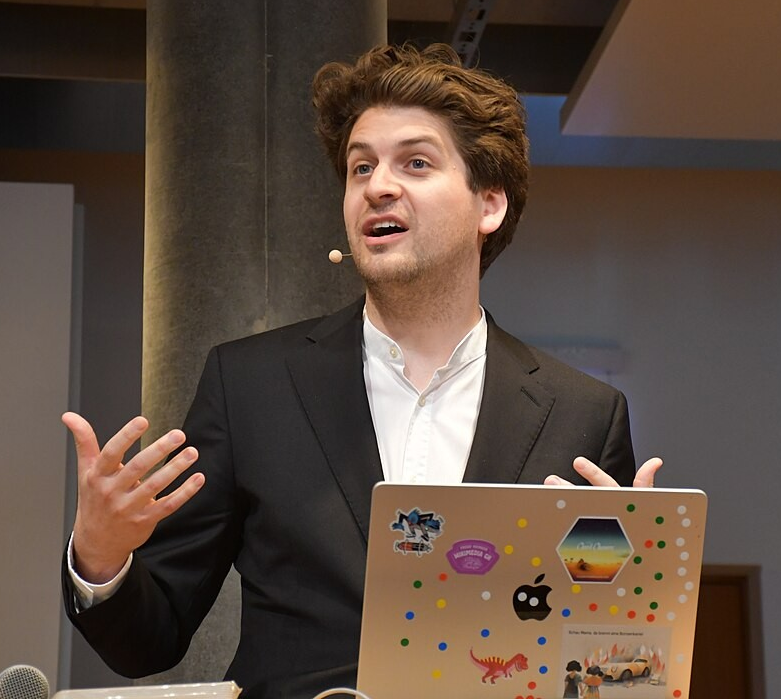
Patrick Karpiczenko (* 1986)

- Karpidas, Pauline, britische Kunstsammlerin und Förderin zeitgenössischer Kunst
- Karpiel, Józef (1932–1994), polnischer nordischer Kombinierer
- Karpiel, Kamila (* 2001), polnische Skispringerin
- Karpiel, Stanisław (1909–1992), polnischer Skilangläufer
- Karpik, Ferdinand (1922–1997), deutsch-österreichischer Geschäftsmann
- Karpil, Ludovit (1939–2022), slowakischer Basketballtrainer
- Karpin, Andra (* 1979), estnische Fußballspielerin
- Karpin, Waleri Georgijewitsch (* 1969), russischer FußballspielerWaleri Georgijewitsch Karpin (* 1969)

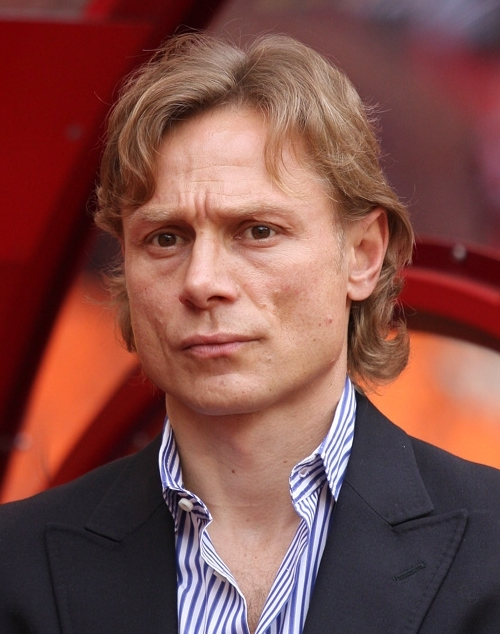
Waleri Georgijewitsch Karpin (* 1969)

- Karpiniuk, Sebastian (1972–2010), polnischer Politiker, Mitglied des Sejm
- Karpinkin, Gennadi (* 1966), sowjetisch-belarussischer Biathlet
- Karpińska, Marzena (* 1988), polnische Gewichtheberin
- Karpinskaja, Swetlana Alexejewna (1937–2017), sowjetische bzw. russische Schauspielerin
- Karpinski, Alexander Petrowitsch (1847–1936), russischer Geologe, Mineraloge und Hochschullehrer
- Karpiński, Alfons (1875–1961), polnischer Maler
- Karpiński, Andrzej (* 1963), polnischer Schlagzeuger, Keyboarder, Komponist, Theatermaler, Illustrator und Airbrush-Künstler
- Karpinski, Carl (1896–1976), deutscher Architekt, MdHB (SPD)
- Karpinski, Dieter (1940–2007), deutscher Verwaltungsleiter, Geschäftsführer und Diakoniedirektor
- Karpiński, Franciszek (1741–1825), polnischer Schriftsteller
- Karpiński, Jacek (1927–2010), polnischer Pionier der Informatik
- Karpiński, Marek (* 1948), polnischer Mathematiker und Informatiker
- Karpinski, Paula (1897–2005), deutsche Politikerin (SPD), MdHB
- Karpiński, Ryszard (1935–2024), polnischer Geistlicher und römisch-katholischer Weihbischof in Lublin
- Karpiński, Włodzimierz (* 1961), polnischer Politiker und Chemiker
- Karpinsky Dodero, Rosemary (* 1936), costa-ricanische Diplomatin
- Karpis, Alvin (1908–1979), kanadisch-US-amerikanischer KriminellerAlvin Karpis (1908–1979)

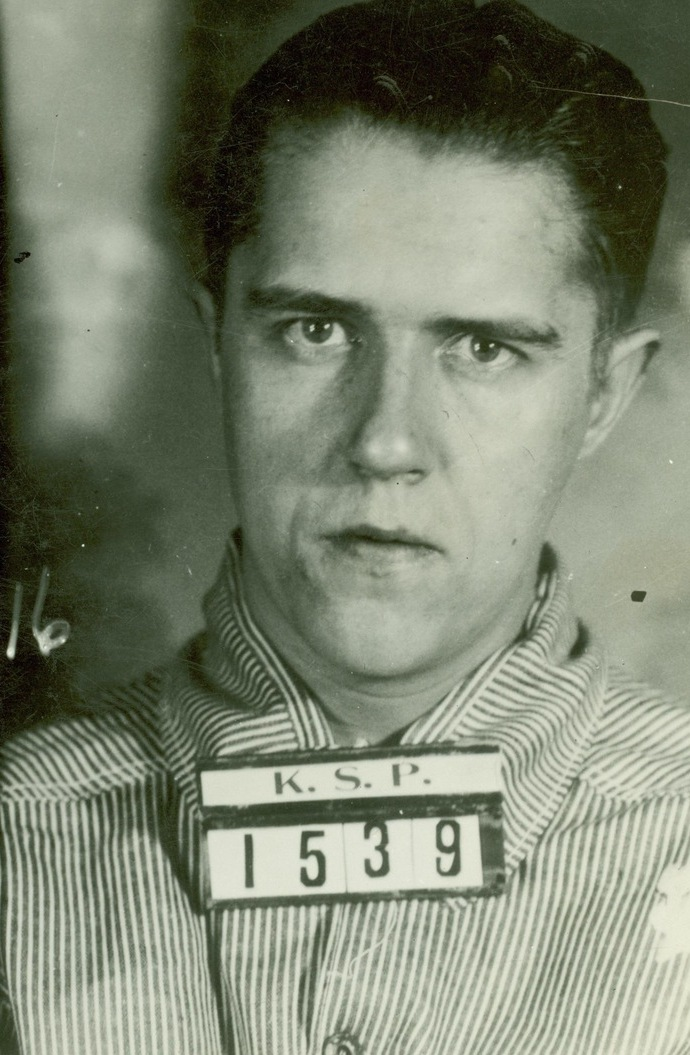
Alvin Karpis (1908–1979)

### Karpj
- Karpjuk, Aljaksej (1920–1992), belarussischer Schriftsteller
- Karpjuk, Kateryna (* 1995), ukrainische Sprinterin

### Karpl
- Karpluk, Erin (* 1978), kanadische Schauspielerin
- Karplus, Arnold (1877–1943), österreichischer Architekt
- Karplus, Johann Paul (1866–1936), österreichischer Neurophysiologe und Psychiater
- Karplus, Martin (1930–2024), US-amerikanischer theoretischer Chemiker
- Karplus, Robert (1927–1990), US-amerikanischer Physiker

### Karpm
- Karpman, Laura (* 1959), US-amerikanische Filmkomponistin und Hochschullehrerin

### Karpo
- Karpoche, Bhutila, kanadische Politikerin
- Karpokrates, Gründer der gnostisch-christlichen Gruppe der Karpokratianer
- Karpol, Nikolai Wassiljewitsch (* 1938), sowjetisch-russischer Volleyballtrainer
- Karponossow, Gennadi Michailowitsch (* 1950), russischer Eiskunstläufer
- Karpos von Antiochia, griechischer Astronom und Mathematiker
- Karpovich, Michael (1888–1959), russisch-amerikanischer Historiker
- Karpovich, Peter V. (1896–1975), russisch-amerikanischer Sportmediziner
- Karpow, Alexander Iwanowitsch (* 1964), russischer Schauspieler, Drehbuchautor und Filmproduzent
- Karpow, Alexei Jurjewitsch (* 1960), russischer Historiker, Sozialwissenschaftler und Kulturologe
- Karpow, Anatoli Jewgenjewitsch (* 1951), russischer Schachspieler und SchachweltmeisterAnatoli Jewgenjewitsch Karpow (* 1951)

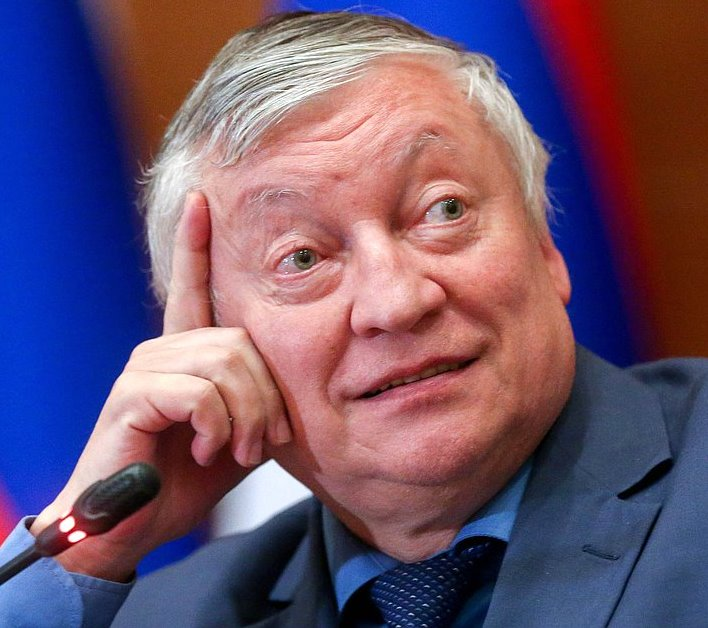
Anatoli Jewgenjewitsch Karpow (* 1951)

- Karpow, Anatoli Wiktorowitsch, russischer Crosslauf-Sommerbiathlet
- Karpow, Danil Alexandrowitsch (* 1999), russischer Fußballspieler
- Karpow, Dmitri (* 1981), kasachischer Zehnkämpfer
- Karpow, Lew Jakowlewitsch (1879–1921), ukrainisch-russischer Chemiker und Revolutionär
- Karpow, Maxim Olegowitsch (* 1995), russischer Fußballspieler
- Karpow, Nikolai Iwanowitsch (1929–2013), sowjetischer Eishockeyspieler und -trainer
- Karpow, Sergei Pawlowitsch (* 1948), russischer Historiker
- Karpow, Wadim Jurjewitsch (* 2002), russischer Fußballspieler
- Karpow, Waleri Jewgenjewitsch (1971–2014), sowjetisch-russischer Eishockeyspieler
- Karpow, Wladimir Lwowitsch (1907–1986), russischer Chemiker, Hochschullehrer und Technologe
- Karpow, Wladimir Wassiljewitsch (1922–2010), russischer Autor
- Karpowa, Anait (* 1975), russische Pianistin
- Karpowa, Anna Samoilowna (1883–1968), ukrainisch-russische Revolutionärin und Historikerin
- Karpowa, Irina (* 1980), kasachische Siebenkämpferin
- Karpowa, Jelena Wiktorowna (* 1980), russische Basketballspielerin
- Karpowa, Nadeschda Alexejewna (* 1995), russische Fußballspielerin
- Karpowicz, Ignacy (* 1976), polnischer Prosaschriftsteller und Literaturkritiker
- Karpowicz, Katarzyna (* 1985), polnische Malerin
- Karpowicz, Sławomir (1952–2001), polnischer Maler und Hochschullehrer
- Karpowitsch, Andrei (* 1981), kasachischer Fußballspieler
- Karpowitsch, Pjotr Wladimirowitsch (1874–1917), russischer Sozialrevolutionär und Attentäter
- Karpowzew, Alexander Georgijewitsch (1970–2011), russischer Eishockeyspieler und -trainer

### Karpp
- Karpp, Heinrich (1908–1997), deutscher evangelischer Theologe
- Karppanen, Miro (* 1998), finnischer Skilangläufer
- Karppinen, Klaes (1907–1992), finnischer Skilangläufer
- Karppinen, Pertti (* 1953), finnischer Ruderer
- Karppinen, Reima (* 1958), finnischer Ruderer
- Karppinen, Timo (* 1967), finnischer Orientierungsläufer
- Karppinen, Veikko (* 1986), finnischer Eishockeyspieler

### Karpu
- Karpuchin, Andrei (* 1984), russischer Musiker
- Karpuk, Dsmitryj (* 1999), belarussischer Kugelstoßer
- Karpuk, Juryj (* 1968), belarussischer Handballtrainer und -spieler
- Karpukas, Artjom Michailowitsch (* 2002), russischer Fußballspieler
- Karpunina, Lena (1963–2013), russisch-deutsche Ingenieurin und Esperanto-Schriftstellerin
- Karpunina, Marina Germanowna (* 1984), russische Basketballspielerin
- Karpur, Udayraj, indischer Tablaspieler

### Karpy
- Karpyshyn, Drew (* 1971), kanadischer Romanautor und Schreiber von Storylines für VideospieleDrew Karpyshyn (* 1971)

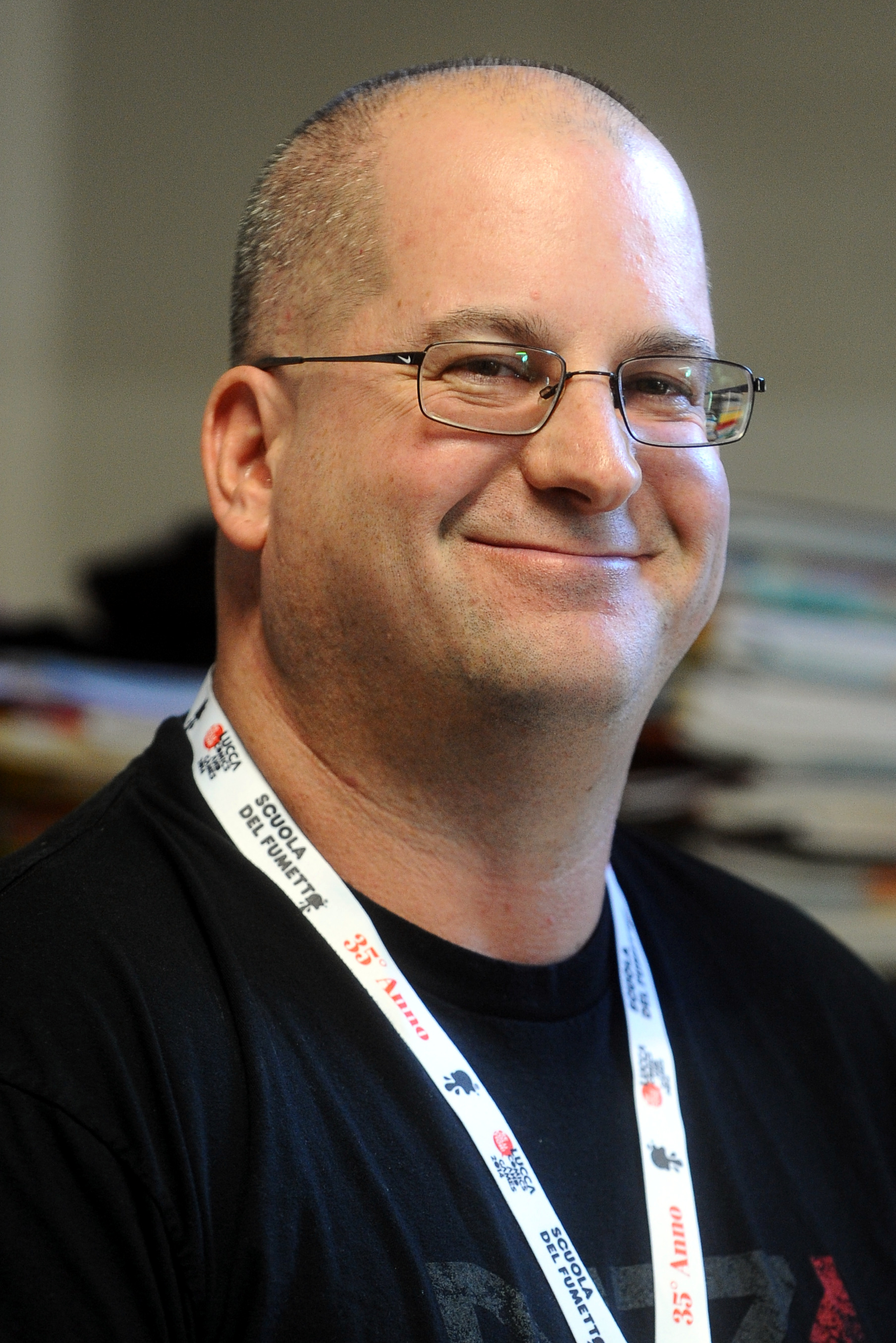
Drew Karpyshyn (* 1971)